# The Most Beautiful Moment in Life: Young Forever
The Most Beautiful Moment in Life: Young Forever (hangul: 화양연화 Young Forever; rr: Hwayang-yeonhwa Young Forever) é o primeiro álbum de compilação do grupo sul-coreano, BTS. O álbum especial foi lançado em 2 de maio de 2016, promovido com três vídeos musicais.
O álbum contém 23 canções, sendo algumas de seus dois EPs anteriores, The Most Beautiful Moment in Life, Part 1 e The Most Beautiful Moment in Life, Part 2, três novas músicas ("Epilogue: Young Forever", "Fire" e "Save Me") e diversos remixes. Em 01 de junho de 2016, uma edição Taiwanesa do álbum também foi lançada.

## Promoção
Desde que "The Most Beautiful Moment in Life: Young Forever" foi lançado como um álbum especial, apenas uma semana de promoções em shows de música foi planejada para permitir que o grupo continue com suas atividades individuais, performances e horários no exterior. A fase de retorno do álbum foi no programa M! Countdown em 12 de maio, onde performaram "Save Me", "Butterfly" e "Fire", que ganhou o primeiro lugar da semana. Naquela mesma semana eles também se apresentaram no Music Bank, no Music Core e no Inkigayo, ganhando um total de três prêmios de música para a música-título "Fire". Fuse afirmou que, "Fire" é o single principal de The Most Beautiful Moment in Life: Young Forever, um álbum de compilação dos EPs mencionados acima com novas faixas e remixes. O corte se sente como uma versão atualizada de "Dope", um standout único fora do EP The Most Beautiful Moment in Life, Part 1, com sua combinação agressiva de sintetizadores, percussão de armadilha e cantos de grupo. "Fire" se destaca pelos fragmentos de produção da casa e contração eletrônica, enquanto os meninos entregam algumas de suas seções de rap mais impressionantes até à data, com o membro J-Hope particularmente brilhando no verso de abertura da trilha. O vídeoclipe acompanha também vê os garotos brilhando com uma coreografia mais intensa até à data. Em um momento, BTS olha para o risco de sofrer com os seus movimentos de grupo rápido, e outras vezes eles estão servindo em linha reta com a impressionante coreografia slo-mo.

### Tour
Em 26 de Abril de 2016, foi anunciado que BTS embarcaria no 2016 BTS LIVE Hwa Yang Yeon Hwa On Stage: Epilogue em apoio do álbum. A excursão começou na Olympic Gymnastics Arena em Seul, em 7 e 8 de maio de 2016, e foi realizada em outras nove cidades em cinco países.
| Data                 | Cidade  | País          | Local                     | Comparecimento |
| -------------------- | ------- | ------------- | ------------------------- | -------------- |
| May 7, 2016          | Seul    | Coreia do Sul | Olympic Gymnastics Arena  | 24,000         |
| 8 de Maio de 2016    | Seul    | Coreia do Sul | Olympic Gymnastics Arena  | 24,000         |
| 9 de Junho de 2016   | Taipei  | Taiwan        | Hsinchuang Gymnasium      | 8,000          |
| 18 de Junho de 2016  | Cotai   | Macau         | Studio City Event Center  | 6,000          |
| 2 de Julho de 2016   | Nanjing | China         | Wutaishan Sports Center   | 6,000          |
| 12 de Julho de 2016  | Osaka   | Japan         | Osaka-jō Hall             | 44,000         |
| 13 de Julho de 2016  | Osaka   | Japan         | Osaka-jō Hall             | 44,000         |
| 15 de Julho de 2016  | Nagoya  | Japan         | Nippon Gaishi Hall        | 44,000         |
| 16 de Julho de 2016  | Nagoya  | Japan         | Nippon Gaishi Hall        | 44,000         |
| 23 de Julho de 2016  | Beijing | China         | Capital Indoor Stadium    | 9,000          |
| 30 de Julho de 2016  | Manila  | Filipinas     | Mall of Asia Arena        | —              |
| 6 de Agosto de 2016  | Bangkok | Tailândia     | Indoor Stadium Huamark    | —              |
| 13 de Agosto de 2016 | Tokyo   | Japão         | Yoyogi National Gymnasium | 26,000         |
| 14 de Agosto de 2016 | Tokyo   | Japão         | Yoyogi National Gymnasium | 26,000         |

## MV's
Os vídeos musicais foram produzidos pela Lumpens. Foi relatado que o grupo tinha preparado 3 vídeos de música para ser lançado como parte de seu retorno. O vídeo da música Epilogue: Young Forever foi lançado em 19 de Abril de 2016, retratando os membros correndo em um labirinto cheio de cercas, bem como piscando de cenas de vídeos musicais passados que faziam parte da série Juventude. O segundo vídeo da música, Fire, foi lançado em 2 de maio de 2016. O vídeo da música recebeu 10 milhões de visualizações em 75 horas, atingindo a marca de 1 milhão em 6 horas. Apresentava os membros dançando e festejando em um lugar abandonado em chamas. Um terceiro e final vídeo foi confirmado para a faixa Save ME, que foi lançado em 15 de maio de 2016, e mostrou o grupo de 7 membros dançando em um campo aberto.

## Performance comercial
"The Most Beautiful Moment in Life: Young Forever" foi relatado que teve vendido mais de 300.000 cópias em pré-vendas, após menos de uma semana. De acordo com o Hanteo Chart, nos primeiros três dias desde o seu lançamento 100.000 cópias foram vendidas ascendendo a 164.868 cópias na primeira semana de Maio. O álbum tornou-se o segundo lançamento consecutivo do BTS a entrar no Billboard 200, no número 107, tornando-se o segundo grupo de K-pop a conseguir isso. Ele também estreou no número 2 nos álbuns do mundo dos EUA e número 10 no Top Heatseekers.

## Variações
O álbum foi lançado em duas versões, uma temática "Day" e outra temática "Night". A capa da versão "Day" apresenta um balão quente, com a sua imagem também presente no seu design de disco correspondente. A versão "Night" é a mesma, mas com imagens dos membros acampando no escuro. Ambas as versões têm 112 páginas de fotos (cada uma com fotos diferentes) e um cartão Polaroid e um cartão mini foto de um membro aleatório para as primeiras edições de imprensa.

## Lista de músicas
| CD 1 |                                                                                       |         |  |
| N.º  | Título                                                                                | Duração |  |
| 1.   | "Intro: 화양연화" (Intro: Hwayang Yeonhwa / Intro: The Most Beautiful Moment in Life) | 2:03    |  |
| 2.   | "I Need U"                                                                            | 3:31    |  |
| 3.   | "잡아줘" (Jabajwo / Hold Me Tight)                                                    | 4:35    |  |
| 4.   | "고엽" (Goyeob / Dead Leaves)                                                         | 4:28    |  |
| 5.   | "Butterfly" (Prologue Remix)                                                          | 4:56    |  |
| 6.   | "Run"                                                                                 | 3:57    |  |
| 7.   | "Ma City"                                                                             | 4:18    |  |
| 8.   | "뱁새" (Baepsae / Silver Spoon)                                                       | 3:54    |  |
| 9.   | "쩔어" (Jjeoreo / Dope)                                                               | 4:00    |  |
| 10.  | "불타오르네" (Bultaoreune / Fire)                                                     | 3:23    |  |
| 11.  | "Save Me"                                                                             | 3:17    |  |
| 12.  | "Epilogue: Young Forever"                                                             | 2:52    |  |

| CD 2 |                                          |         |  |
| N.º  | Título                                   | Duração |  |
| 1.   | "Converse High"                          | 3:29    |  |
| 2.   | "이사" (Isa/Moving On))                  | 4:52    |  |
| 3.   | "Whalien 52"                             | 4:04    |  |
| 4.   | "Butterfly"                              | 4:00    |  |
| 5.   | "House of Cards" (Full Length Edition)   | 3:46    |  |
| 6.   | "Love Is Not Over" (Full Length Edition) | 3:42    |  |
| 7.   | "I Need U" (Urban Mix)                   | 3:35    |  |
| 8.   | "I Need U" (Remix)                       | 3:42    |  |
| 9.   | "Run" (Ballad Mix)                       | 4:17    |  |
| 10.  | "Run" (Alternative Mix)                  | 3:56    |  |
| 11.  | "Butterfly" (Alternative Mix)            | 4:01    |  |

## Gráficos
| Gráfico (2016)                    | Posição de pico |
| --------------------------------- | --------------- |
| Coreia do Sul Gaon Album Chart    | 1               |
| Japan Oricon Albums Chart         | 15              |
| US Billboard 200                  | 107             |
| US Independent Albums (Billboard) | 42              |
| US Top Heatseekers (Billboard)    | 10              |
| US World Albums (Billboard)       | 2               |

| Gráfico (2016)                 | Posição de pico |
| ------------------------------ | --------------- |
| Coreia do Sul Gaon Album Chart | 1               |
| Japão Oricon Album Chart       | 17              |

| Gráfico (2016)                                    | Posição de pico |
| ------------------------------------------------- | --------------- |
| South Korean Albums (Gaon Chart)                  | 4               |
| South Korean Albums (Synnara Record Annual Chart) | 5               |
| Taiwanese Albums (Five Music Chart)               | 3               |

## Vendas e certificações
| Gráfico            | Vendas  |
| ------------------ | ------- |
| Coreia do Sul Gaon | 357,252 |
| Japão Oricon       | 10,513  |
| US Billboard       | 6,000+  |
| China QQ sales     | 104,400 |

## Prêmios e indicações

### Music award ceremonies
| Ano  | Cerimonia          | Prêmio                           | Resultado | ref.   |
| ---- | ------------------ | -------------------------------- | --------- | ------ |
| 2016 | Melon Music Awards | Album of the Year (Álbum do Ano) | Venceu    | [ 41 ] |

### Prêmios de programas de música
| Música | Programa     | Data               |
| ------ | ------------ | ------------------ |
| "Fire" | M! Countdown | 12 de Maio de 2016 |
| "Fire" | Music Bank   | 13 de Maio de 2016 |
| "Fire" | Inkigayo     | 15 de Maio de 2016 |

## Histórico da versão
| País          | Data               | Formato              | Empresa                                   |
| ------------- | ------------------ | -------------------- | ----------------------------------------- |
| Coreia do Sul | 2 de Maio de 2016  | CD, Digital download | Big Hit Entertainment, Loen Entertainment |
| Japão         | 8 de Maio de 2016  | CD, Digital download | Big Hit Entertainment, Loen Entertainment |
| Taiwan        | 1 de Junho de 2016 | CD                   | Universal Music Group                     |